# اچ‌ام‌اس هیبرنیا (۱۸۰۴)
اچ‌ام‌اس هیبرنیا (۱۸۰۴) (به انگلیسی: HMS Hibernia (1804)) یک کشتی متعلق به نیروی دریایی انگلستان که مجهز به ۱۱۰توپ جنگی بود . طول آن ۲۰۱ فوت ۲ اینچ (۶۱٫۳۲ متر) بود. این کشتی در سال ۱۸۰۴ توسط سیر جان هنسلو طراحی و در اسکله پلیموس به آب انداخته شد.

## خدمات دریایی
هیبرنیا ابتدا از سال ۱۸۰۷الی ۱۸۰۸توسط فرماندهی ویلیام سیدنی اسمیت گارد محافظتی خانواده سلطنتی پرتغال در راه برزیل بود.از سال ۱۸۱۶ الی ۱۸۵۵ تحت پرچم نیروی انگلیسی مدیترانه در قرارگاه انگلیسی ساحل مالتامشغول خدمت بود.پس از پایان جنگ ناپلئون در خدمت خانواده سلطنتی انگلستان جهت انتقال مجرمان به مستعمرات آن کشور از جمله استرالیا قرار گرفت.این کشتی سرانجام در سال ۱۹۰۲فروخته شد و پس از مدت کوتاهی قطعات آن از هم باز شده و چوب‌های آن برای استفاده در تنورنانوایی‌ها در مالتا مورد استفاده قرار گرفت که البته منجر به شیوع مسمومیت سرب در جزیره گردید.امروزه نشان جلوی این کشتی در موزه دریایی مالتا نگهداری می‌شود.